# 巴西姆·哈米达
巴西姆·哈米达（阿拉伯語：باسم حميدة，2000年3月28日—），卡塔尔男子田径运动员，主攻400米短跑，2023年亚洲田径锦标赛男子400米栏金牌得主、2022年亚洲运动会男子4×400米接力和男子400米栏银牌得主。